# Get Your Dream
『Get Your Dream』（ゲット・ユア・ドリーム）は、TOKIOの34作目のシングル。2006年6月21日に ユニバーサルミュージックから発売された。

## 解説
前作『Mr.Traveling Man』から約4か月ぶりのCDシングルである。表題曲の「Get Your Dream」は、TBS系『FIFAワールドカップ2006・ドイツ大会』テーマソングになっており、楽曲のタイトルの名付け親はサッカー選手の中村俊輔である。
初回盤A、初回盤B、初回盤C、通常盤初回プレス、通常盤の全5種類の発売となっており、初回盤Aには「Get Your Dream」のビデオクリップとメイキング映像が収録されたDVDが、初回盤Bには「Get Your Dream」のレコーディング映像が収録されたDVDが、通常盤初回プレスには「TOKIO 明日を目指して！LIVE TOUR!!2006」のA4サイズ写真集がそれぞれ付属している。初回盤の収録曲も「Get Your Dream」とBacking Track以外の違いがあり、初回盤Aには「Symphonic」のライブ音源バージョン、初回盤Bには「君を想うとき」のライブ音源バージョン、初回盤Cは「Get Your Dream」とBacking Trackのみが収録されており、500円シングルとなっていた。カップリング曲である「Parasitic Plants」は通常盤（初回プレスを含む）のみに収録されている。

## 収録曲

### CD

#### 初回盤A
1. Get Your Dream
作詞：TAKESHI、作曲：TSUKASA、編曲：KAZZ
  - TBS系『FIFAワールドカップ2006・ドイツ大会』テーマソング
2. Symphonic（Live version）
作詞・作曲：HIKARI
  - 7thアルバム「5 AHEAD」収録曲のライブバージョン
3. Get Your Dream（Backing Track）

#### 初回盤B
1. Get Your Dream
2. 君を想うとき（Live version）
作詞：渡辺なつみ、作曲：渡辺未来
  - 15thシングルの1曲目のライブバージョン
3. Get Your Dream（Backing Track）

#### 初回盤C
1. Get Your Dream
2. Get Your Dream（Backing Track）

#### 通常盤（初回プレスを含む）
1. Get Your Dream
2. Parasitic Plants
作詞・作曲：コダマックス、編曲：KAM
3. 君を思うとき（Live version）
4. Symphonic（Live version）
5. Get Your Dream（Backing Track）

### DVD

#### 初回盤A
1. Get Your Dream（Video Clip）
2. Get Your Dream（Making)

#### 初回盤B
1. Get Your Dream（Recording）

## 映像作品
Get Your Dream
- TOKIO Special GIGs 2006 〜Get Your Dream〜[8]
- 5 ROUND III（PV映像）[9]